# 상용한자
상용한자(常用漢字, 영어: commonly-used Chinese characters)는 일상생활에서 흔하게 쓰는 한자로, 많고 복잡한 한자 사용의 불편을 덜기 위하여 글자수를 제한하여 선별한 것을 말한다.

## 대한민국
대한민국에서는 대한민국 교육인적자원부가 정한 중고등학교 한문교육용 기초한자 1,800자가 있으며, 1972년 8월 16일 처음으로 제정되었으며, 중학교와 고등학교에서 각각 900자씩을 가르친다. 이와는 별개로, 민간에서는 한국신문협회가 1967년 12월 선정한 2,000자의 상용한자표(常用漢字表)도 있다.
1951년 9월 당시 문교부에서 '교육 한자' 1,000자를 제정하고 1957년 11월 300자를 추가하여 모두 1,300자가 되는데, 이것이 1964년 9월부터 학교 교육에 사용되다가 1970년 한글 전용 정책에 맞추어 폐지되었다. 그 뒤 1972년 8월에 다시 1,800자의 '교육용 기초 한자'를 제정하여 같은 해 9월부터 교육에 사용하였는데, 인명과 지명 등 고유 명사는 이것에 제한받지 않는다. 이후 2000년 12월 30일 교육인적자원부에서 44자(중학 4자 + 고교 40자)를 교체하여, 2008년 2월 현재 중학교 900자, 고등학교 900자의 "교육용 기초한자" 1,800자가 사용되고 있다.

## 일본
현행의 일본의 《상용한자표》는 일본에서 2010년 11월 30일에 《2010년 내각고시 제2호(일본어: 平成22年内閣告示第2号)》로 고시된 2,136자에 4,388음훈(2,352음, 2,036훈)으로 구성되어 있다.

## 중화권
- 중화인민공화국: 3,500자 (현대한어상용자표)
- 중화민국(타이완): 4,808자 (상용국자표준자체표)
- 홍콩: 4,762자 (상용자자형표)